# موریا ون نورمن
موریا ون نورمن (انگلیسی: Moriah van Norman؛ زادهٔ may ۳۰, ۱۹۸۴ (۴۰ سال)) ورزشکار واترپلو اهل ایالات متحده آمریکا است.
وی در مسابقات کشوری و بین‌المللی در مجموع برندهٔ ۲ مدال طلا، ۲ مدال نقره شده‌است.